# Demídov (Smolensk)
Demídov (del ruso: Деми́дов) es una ciudad rusa, centro administrativo del distrito homónimo en la óblast de Smolensk. Se encuentra en las orillas del río Kasplia en su confluencia con el río Gobza. Población: 7,333 (censo de 2010); 8,786 (censo de 2002); 
Demídov se fundó en 1499 bajó el nombre de Porechye (Поре́чье) y obtuvo la categoría de ciudad en 1776. En 1918 se renombró como Demídov en honor del bolchevique local Yakov Demidov (1889–1918).

## Demografía
| 1989   | 2002  | 2010  |
| ------ | ----- | ----- |
| 10.198 | 8.786 | 7.333 |